# Goody
Goody es un videojuego de tipo videoaventura y plataformas desarrollado por la empresa española Opera Soft en 1988 para los ordenadores de la época Sinclair ZX Spectrum, MSX, MSX2, Amstrad CPC, Amstrad PCW y PC. 
En el juego se encarna a John Nelson Brainner Stravinsky, alias Goody, continuamente perseguido por el oficial de policía Rodríguez, Charly el Bardeos, un navajero que trata de robarle y evitar con ello que Goody consiga dar su Gran Golpe, consistente en asaltar el Gran Banco, aparte de otros enemigos. Deberá recopilar los 13 cilindros que contienen los números de la combinación que servirá para abrir la caja fuerte del Gran Banco. Previamente deberá sustraer el mayor número posible de bolsas de dinero que le servirán para obtener las herramientas necesarias que puede comprar en la Ferretería. Estas deberán ser colocadas delante de las puertas estratégicas del banco; en caso de equivocarse de herramienta Goody será conducido a la cárcel. 
Dispone de una escalera que puede utilizar en cualquier momento para alcanzar otras zonas inalcanzables, aparte de un potente salto que tiene en cuenta haber cogido carrerilla. Además, se puede ayudar lanzando ladrillos contra sus enemigos que según su fuerza de impulso podrán describir distintas trayectorias.
Los lugares por los que debe realizar su misión son las alcantarillas, varias estaciones de metro (Ópera, Gonzo, Retiro y Banco), la obra, el parque del Retiro, la mansión y el propio banco.
El juego tiene una elevada dificultad y unas características técnicas bastantes sobresalientes para su época. Dispone de música solo en el menú inicial y efectos sonoros en el resto del juego.
Este juego es una de las producciones importantes de la edad de oro del soft español.

## Legado
Existe un remake realizado por Coptron Game Studios para Linux y Windows (2007), mejorando gráficos y sonidos pero manteniendo la atmósfera del original.
También hay una versión para móviles creada por Exelweiss en 2006, llamada Goody Returns, usando unos gráficos en 2.5D dando una nueva dimensión original al mundo de Goody.

## Autores
- Programa: Gonzalo (Gonzo) Suárez
- Gráficos: Carlos A. Díaz de Castro y Gonzalo (Gonzo) Suárez